# Aureopteryx
Aureopteryx é um gênero de mariposa pertencente à família Crambidae.